# The Canadian Encyclopedia

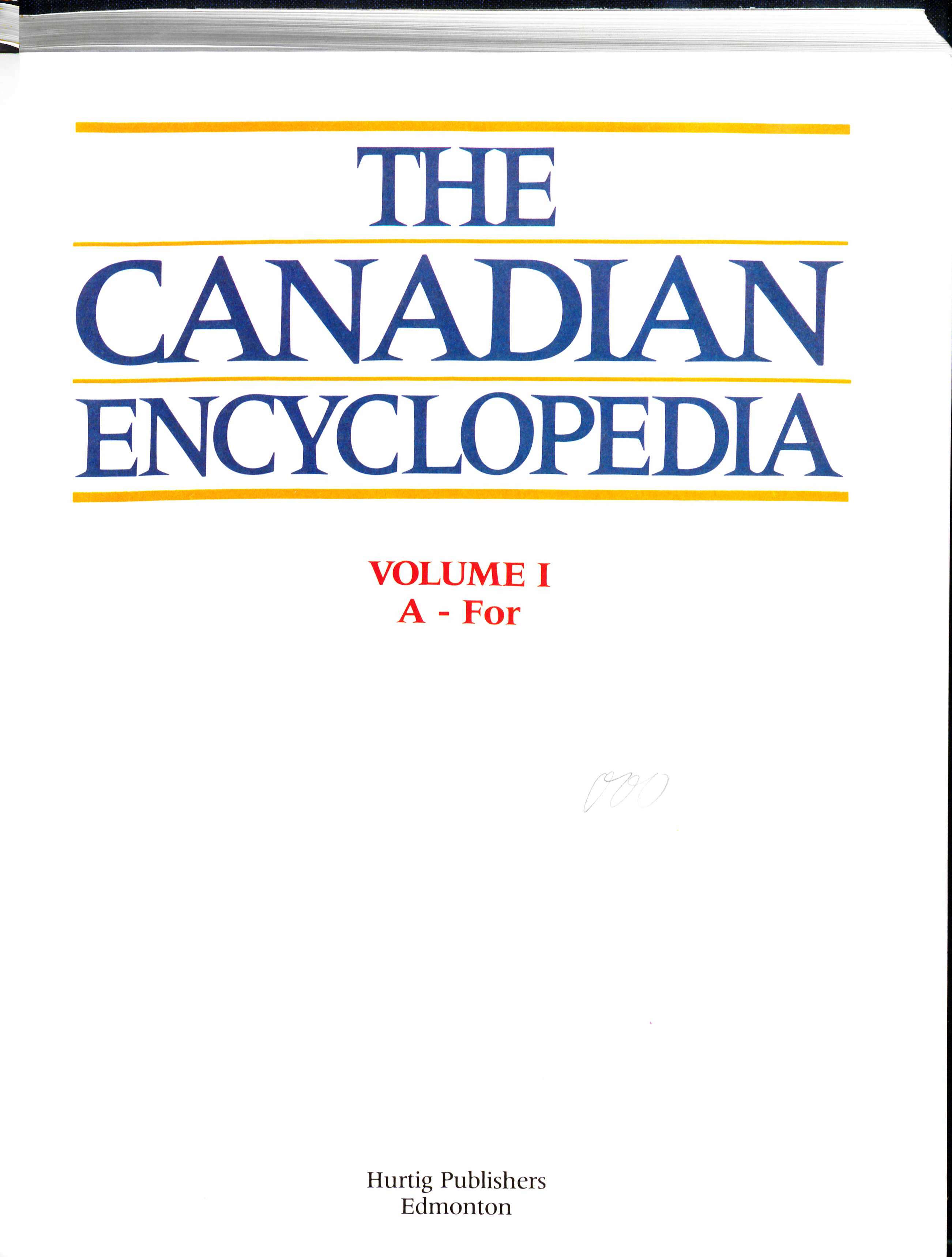
Titelsida från det första av tre band från 1985.

The Canadian Encyclopedia (franska: L'Encyclopédie canadienne), även på engelska förkortat som TCE, är Kanadas nationalencyklopedi som ges ut av historiesällskapet Historica Canada, med stöd från landets kulturarvsdepartement (Department of Canadian Heritage). TCE publicerades först i tryckt version mellan 1985 och 1995, därefter mellan 1995 och 2001 på CD-ROM och från 1999 på internet.
The Canadian Encyclopedia innehåller över 19 500 artiklar på landets två officiella språk (engelska och franska) och ämnesurvalet är Kanadas historia och det som direkt berör Kanada.